# Fusillade de la rue Toullier
La fusillade de la rue Toullier a lieu à Paris le 27 juin 1975. Cet événement au cours duquel le terroriste Carlos tue trois personnes dont son propre chef et deux policiers est un épisode important de la lutte contre le terrorisme dans les années 1970, qui a permis aux enquêteurs d'établir les liens étroits entre activistes allemands et palestiniens, à l'intersection des deux vagues successives d'attentats commis par les premiers et les seconds.
Michel Poniatowski, ministre de l'Intérieur, affirme que les enquêteurs viennent de découvrir un réseau très important.
La presse française et européenne accorde une place importante à cette fusillade de la rue Toullier qui a lieu le 27 juin 1975. Le quotidien Libération titre « Match “Carlos” – DST : 3-0 ». La presse britannique s’intéresse ensuite aux appartements dans lesquels Carlos a vécu à Londres. Après avoir lu que Carlos cachait des armes dans les appartements de ses conquêtes, certaines d’entre elles regardent et trouvent de véritables arsenaux chez elles.

## Histoire

### Le contexte

#### La formation du « Commando Boudia »
Après son départ d'URSS en 1972, Carlos gagne Berlin où il rejoint la bande à Baader. Puis il prend contact avec Mohamed Boudia, le représentant du FPLP en Europe, qu’il avait connu à l’université Patrice-Lumumba de Moscou, et à l’époque considéré comme « ennemi public no 1 » par le Mossad israélien. Mohamed Boudia meurt dans des circonstances troubles le 28 juin 1973 et Michel Wahab Moukharbal, dit Chiquitin, un Libanais de 25 ans, étudiant en arts à Paris, est chargé de lui succéder à la branche européenne du FPLP, téléguidée depuis le monde arabe par Wadie Haddad. Carlos se place au même moment dans la succession aussi et devient un proche de  Michel Moukharbal.
En août 1973, un holdup est commis dans une banque de Hambourg avec des grenades provenant d'un stock volé à l'armée américaine au printemps 1972. On découvrira plus tard que les auteurs ont un lien avec Carlos, qui le 30 décembre 1973 à Londres tire trois balles sur Joseph Edward Seiff, frère du président de la chaîne de magasins Marks & Spencer, et qui échappe par miracle à la mort.
Nouvelle alerte fin juillet 1974 : Yoshiaki Yamada, membre de l'Armée rouge japonaise (en lien avec le FPLP), est arrêté à l'aéroport d'Orly en provenance de Beyrouth. Sa mallette contient des documents sur des attaques projetées en Europe et une grosse somme d'argent en numéraire.

#### Les attentats du Drugstore Publicis et de La Haye
Le FPLP considère qu'il a une dette envers l'Armée rouge japonaise depuis mai 1972 et le sanglant massacre de l'aéroport de Lod. Pour obtenir sa libération, sa branche européenne facilite une prise d'otages le 13 septembre 1974 à l'ambassade de France aux Pays-Bas, à La Haye : trois membres japonais de l'Armée rouge japonaise/FPLP font irruption dans les locaux et prennent en otage une quinzaine de personnes. Wadie Haddad avait pensé que le gouvernement français accèderait très rapidement aux revendications des preneurs d'otages. Mais elle refusent de relâcher Yoshiaki Yamada.
Le FPLP craint une attaque massive de la police néerlandaise ou une capitulation du commando, ce qui serait considéré comme un échec cinglant. Le 15 septembre 1974, Carlos commet l'attentat du drugstore Publicis situé au 149 du boulevard Saint-Germain et à l'angle de la rue de Rennes, à côté de la brasserie Lipp et en face du Café de Flore, en plein quartier Saint-Germain-des-Prés à Paris, revendiqué par un « Commando Boudia ». Le commissaire de la DST Jean Herranz est à la recherche du cerveau de l'opération, d'autant plus important à identifier que Mohamed Boudia, directeur du théâtre de l'Ouest, est un activiste important en France depuis huit ans grâce à ses nombreuses relations dans la sphère algérienne. La grenade lancée, une M26, provient d'un lot de grenades volées sur la base américaine de Miesau en Allemagne par la bande à Baader entre janvier et juin 1972.

#### L'attentat d'Orly
Début 1975, Johannes Weinrich lance un attentat pour Wadie Haddad au tir de roquette antichar soviétique contre un Boeing 707 de la compagnie aérienne El Al à l'aéroport d'Orly en France. L'attentat d'Orly les 13 et 19 janvier 1975 s'effectue en deux temps. La première roquette frappe un bâtiment de l'aéroport, blessant un gendarme et un salarié. La seconde, 15 secondes plus tard, percute un avion d'une compagnie yougoslave en stationnement ; un steward est assommé par l'explosion. Les attaquants fuient en voiture et le « commando Mohammed Boudia » revendique l'attentat dans un appel à l'agence Reuters. Il est à noter que cet attentat, le premier des Palestiniens contre un avion en France, rompt un accord tacite selon lequel la France acceptait que les Palestiniens militent à Paris, pour autant qu'elle ne soit pas frappée par un attentat. L'OLP dénonce un crime par voie de communiqué mais Septembre Noir revendique aussi l'attaque pour protester contre des bombardements de positions palestiniennes au Liban. À New-York, un groupe anti-Tito appelé « Young Croatian Army », qui réclame à Belgrade l'indépendance de la Croatie, téléphone à la radio WINS pour revendiquer également l'attaque de Paris.
Les attaquants avaient tiré de la terrasse de l'aérogare d'Orly Sud qui sera par la suite fermée au public. Pour fuir, ils doivent abandonner une de leurs voitures, endommagée par le tir, puis une Peugeot 504 blanche quelques kilomètres plus loin, près d'un cimetière, avec deux bazookas à l'intérieur. Ils abandonnent aussi un revolver 7,65 mm. Le commissaire René Ottavioli, qui dirige l'enquête, déclare qu'ils sont expérimentés.
Une seconde attaque est menée à l'aéroport d'Orly six jours plus tard. Le 19 janvier 1975, Carlos revient avec deux autres personnes et prend deux personnes en otage. Les terroristes obtiennent un avion pour partir à Bagdad après avoir fait vingt et un blessés. Après cinq jours, le 24 mars 1975, Johannes Weinrich, qui a loué les deux voitures, est arrêté à Francfort puis libéré pour raisons de santé.
Un mois plus tôt, le 27 février 1975, l'enlèvement de Peter Lorenz avait permis à cinq terroristes allemands de fuir au Yémen. Dans les deux cas, la prise d'otages a été tolérée par les autorités, françaises puis allemandes, mais le 24 avril 1975, lors de la prise d'otages à l'ambassade d'Allemagne de l'Ouest à Stockholm par la RAF, pour exiger la libération de 26 autres membres de la RAF, les Allemands ne cèdent pas malgré l'exécution de deux otages. Les terroristes de Stockholm, arrêtés, sont condamnés à la prison à vie le 20 juillet 1977 et la RAF assassine 10 jours plus tard le président de la Dresdner Bank, Jürgen Ponto, à son domicile, ce qui lance l'automne noir de 1977.

#### Les filatures de la DST
En mars 1975 aussi, Michel Moukharbal et Carlos rencontrent à Paris les terroristes allemands Hans-Joachim Klein et Wilfried Böse. Klein racontera dès 1986 qu'il a surpris en mars 1975 une conversation en anglais entre Wilfried Böse et Carlos, où il ne saisit que le montant énorme d'un million de marks, pour des remboursements de faux billets d'avion. Le matériel qu'il voit dans son salon à Paris servira dans la fusillade de la rue Toullier.
Michel Moukharbal se rend en juin 1975 à Beyrouth pour de nouvelles instructions auprès de Waddi Haddad. Mais il n’observe pas les règles de prudence. La police libanaise l'arrête et l'interroge brutalement pendant 24 heures après voir mis la main sur un carnet d'adresses codées. La police libanaise prévient la DST qui le met sur écoute. De retour de Beyrouth, il est arrêté à l’aéroport par la police française, qui le laisse toutefois repartir, pouvant désormais le pister. Suivi par la DST, Michel Moukharbal donne rendez-vous à Carlos le 13 juin dans un café où il est pris en photo. Il ne lui parle pas du carnet mais lui remet des informations codées de Georges Habache et 10 000 francs. Le 20 juin, il part à Londres. La DST prévient le contre-espionnage anglais qui l'arrête et le renvoie en France par le premier vol, où la filature reprend.
Puis il rencontre Wilfried Böse, dans un café, rue de Rivoli, le 24 juin. Le lendemain, Böse se rend à une adresse où il doit recevoir des instructions supplémentaires et vivre pour le moment. Mais quand il sonne à la porte de cet appartement du quartier latin, des agents de la police et des agents anti-espionnage l'arrêtent,. Deux jours plus tard, Böse sera remis aux autorités frontalières allemandes à Sarreguemines puis libéré par un magistrat peu méfiant de Sarrebruck. Entre-temps, il a expliqué que Carlos avait débarqué un jour à Francfort lui proposant de l'embaucher pour étudier la situation en Espagne sur place. Wilfried Böse précise qu'il a plus tard reçu de l'argent et son passeport de Carlos au café de l'Hôtel de Ville. Carlos refuse de continuer à voir Moukharbal pendant une semaine.
La DST poursuit la filature de Michel Moukharbal ce qui la conduit dans une rue étroite derrière la Sorbonne. Devant l’immeuble du no 9 de la rue Toullier, Carlos attendait mais personne ne le connaît encore. L'adresse est enregistrée par les enquêteurs de la DST et Michel Moukharbal est placé en garde à vue puis interrogé pendant cinq jours.

#### L'entrée dans l'appartement
Deux semaines plus tard, le commissaire Jean Herranz décide de s'y rendre, avec l'inspecteur divisionnaire Raymond Dous et l’inspecteur Jean Donatini, pour effectuer « juste une vérification ».
Le commissaire et les deux inspecteurs montent dans l’appartement, tandis que Moukharbal reste dans la voiture avec le chauffeur. Ils trouvent un petit groupe qui arrose le départ en vacances au Venezuela d’une amie autour d'une guitare. Le ton monte autour d'un verre à table. Le commissaire montre à Carlos, qui porte des lunettes teintées, la photo où on le voit avec Moukaharbal dans un café. Carlos s’embrouille. Herranz lui demande de le suivre jusqu’au commissariat.
Carlos demande à aller d'abord aux toilettes et y prend un pistolet de calibre 7,65 qu’il glisse sous son col. Il en ressort quand Moukharbal pénètre dans l’appartement car entre-temps Harranz l'a fait monter pour lui demander si Carlos n'est pas l'homme de la photo prise lors des surveillances antérieures.
Ce dernier tente d'abord de dire quelque chose en arabe mais le commissaire Jean Herranz le fait taire. Puis il identifie Carlos en le désignant du doigt au commissaire Jean Herranz. Les policiers n'ont pas eu le temps de réagir : à l’époque, il était rare de porter son pistolet à la ceinture. Carlos a eu le temps, lui, de tirer sur Moukharbal, puis sur Jean Herranz et de le blesser grièvement. Jean Donatini se jette sur Carlos mais il est tué par ce dernier. Puis Carlos abat Raymond Dous, et achève Moukharbal d’une balle dans la tête, avant de dévaler l'escalier au milieu des hurlements de terreur de ses amies. Le lendemain matin, Carlos est reconnu au terminal Air France des Invalides en train d'acheter un billet d'avion par une proche d'une des personnes présentes à la fusillade.

#### La prise de conscience des autorités
Ce scénario digne de Le Grand Blond avec une chaussure noire, film sorti deux ans plus tôt au cinéma, a déclenché la prise de conscience des autorités. Le ministre de l'Intérieur français fait des déclarations publiques sur l'importance de ce qui vient d'être découvert.
La presse française et européenne accorde une place importante à cette fusillade qui a lieu le 27 juin 1975,. Le quotidien Libération titre : "Carlos – DST : 3-0". La presse britannique s’intéresse ensuite aux appartements dans lesquels Carlos a vécu à Londres. Après avoir lu que Carlos cachait des armes dans les appartements de ses conquêtes, certaines d’entre elles regardent et trouvent de véritables arsenaux chez elles.
Perquisitions et interpellations se multiplient dans le but de démanteler le réseau de Michel Moubarkhal, mais pas celui de Carlos. Par la suite, une série de départs a été organisée au sein de la DST, visant à écarter les individus fragilisés par cette affaire. Lorsque Carlos est identifié par ses empreintes digitales, il devient une priorité pour le service, selon le commissaire Michel Rouget. La DST sera le premier service secret occidental à reconstituer le puzzle des réseaux de Carlos.

#### Les perquisitions et révélations
Un rapport de juin 1975 est rédigé à la suite de la perquisition menée rue Amélie dans le 7e arrondissement de Paris, où un arsenal de 40 kilogrammes de matériel, des sacs d'armes et de grenades, est retrouvé dans ce qui constituerait une « cache » de Carlos, l'appartement de sa maîtresse Amparo S., une Colombienne rencontrée en juin 1974 au bar « L'Escale » du no 15 de la rue Monsieur-le-Prince. La DST découvre un stock de grenades, identiques et de même origine que celle utilisée neuf mois plus tôt pour commettre l’attentat du drugstore Publicis sur le boulevard Saint-Germain.
La présence de Carlos à Zurich, Genève et Amsterdam dans les jours précédents le 15 septembre 1974 est confirmée par le passeport péruvien de Carlos retrouvé au domicile de Amparo S. À La Haye, il a rencontré un responsable de l’Armée rouge japonaise en vue de lui remettre les armes qui seront ensuite utilisées. Placée en détention provisoire à Fleury-Mérogis pendant six mois, de juillet à décembre 1975, la Colombienne indique que Carlos lui avait dit avoir « travaillé » avec des terroristes japonais en Europe. Il l'avait obligée à se taire si elle ne voulait pas qu’il la tue, lors de leur dernière rencontre, le soir de l’attentat de la rue Toullier.
Carlos expliquera lors de son procès de 2017 que Michel Moukharbal a monté l’opération de la prise d’otages à l’ambassade de France à La Haye du 15 septembre 1974 et précisera avoir reçu 2 500 francs en liquide de sa part via Amparo S. Le parquet un article[Quoi ?] dans lequel Carlos évoquait une « dette » du FPLP auprès des japonais sacrifiés lors du massacre de l'aéroport de Lod, le 30 mai 1972, premier attentat-suicide coordonné par le FPLP.
Il sera condamné à la réclusion criminelle à perpétuité pour l’attaque des trois agents de la DST rue Toullier.

#### Les révélations de 1977
La lettre de l'ex-proche de Carlos Hans-Joachim Klein publiée par le journal allemand d'investigation Der Spiegel le 9 mai 1977 avec son arme personnelle et ses empreintes réveille l'intérêt pour l'affaire.
Le New York Magazine du 7 novembre 1977 enquête auprès des jeunes femmes qui se trouvaient dans l'appartement ce soir-là et retrouve une amie de « Nancy », la compagne de Carlos à cette époque. Il s'agissait de fêter le départ pour le Venezuela de l'une d'elles. Selon son amie, Nancy avait de très grosses difficultés avec Carlos les jours précédents, le terroriste étant devenu anxieux car il avait appris que Michel Moukharbal avait été interrogé par la police libanaise et le lui avait reproché violemment, décidant même de ne plus le voir pendant une semaine, après avoir eu une altercation avec lui dans un café, observée par les policiers pendant la filature.
Le New York Magazine poursuit son enquête, effectue des recoupements et écrit un long article racontant la coopération, plus ou moins efficace, entre les polices de différents pays dans ce dossier délicat durant les trois semaines qui ont précédé la fusillade. On y apprend les écoutes de la police libanaise, la coopération avec les polices anglaises et françaises, les filatures, ce qui pose alors la question de suites qui n'ont pas été données.

#### Les conséquences pour Carlos et le projet contre l'OPEP
Les policiers de la DST les plus choqués par le drame sont éloignés car fragilisés. Les trouvailles des polices française et anglaise étonnent les inspecteurs. Une liste de 750 noms est découverte, ainsi qu’un plan attestant d'un projet d'attentat à Vienne contre l’OPEP. Carlos peut difficilement le mettre en application dans la foulée : un délai de six mois va intervenir. Carlos part en vacances à Alger, où il rédige un rapport pour Waddi Haddad, puis pour Aden, au Yemen, où Waddi Haddad lui reproche d’avoir détruit le réseau européen après la fusillade de la rue Toullier: les membres du FPLP ne peuvent plus voyager sans risque en Europe mais Carlos se vante de sa popularité en montrant des articles de journaux.
Malgré ce reproche et ce risque, le FPLP continue à étudier le projet d'attentat à Vienne contre l'OPEP, action déjà envisagée en 1973, qui devait être conduite par Michel Moukharbal. Cette fois, c’est Anis Naccache qui doit la mener, mais il manque de combattants capables d'entrer en Autriche. En septembre 1975, Carlos et le stratège libanais se rencontrent à Beyrouth. Tandis que Naccache prend en charge l'aspect politique de l'attentat, Carlos parvient à retrouver la responsabilité de l’organisation militaire et du recrutement. Même s'il ne parle pas allemand, il connaît déjà assez bien les membres des Revolutionäre Zellen allemandes pour savoir qu'ils n’ont pas de grand engagement idéologique et n'exigent pas de négociations politiques préalables. Gabriele Kröcher-Tiedemann et Hans-Joachim Klein sont choisis par l’intermédiaire de Wilfried Böse.

### Révélations en 1990
L’écrivain et ancien espion Victor Ostrovsky révèle que l’affaire de la rue Toullier est un guet-apens monté par les services du Mossad, afin de retourner Moukharbal en vue de rompre l’accord de non-agression entre la résistance palestinienne et l’État français.